# Марангони, Карла
Ка́рла Маранго́ни (итал. Clara Marangoni, 13 ноября 1915, Павия, Италия — 18 января 2018, там же) — итальянская гимнастка. На летних Олимпийских играх 1928 года в возрасте 12 лет и 269 дней стала обладательницей серебряной медали в командном первенстве в составе итальянской сборной, которая была первой медалью для спортсменок страны на Олимпийских играх. На январь 2018 года являлась последним живущим призёром Олимпийских игр 1920-х годов и одним из старейших живущих призёров Олимпийских игр.
Несмотря на свой юный возраст, Марангони не была самой молодой в команде Италии. Луиджине Джавотти было 11 лет и 301 день (самый юный призёр Олимпийских игр среди женщин с известным возрастом), а Инес Верчези — 12 лет и 216 дней. Все трое входят в десятку самых юных призёров в истории Игр.
Скончалась 18 января 2018 года на 103-м году жизни. До 17 марта 2023 года была рекордсменкой по продолжительности жизни среди всех женщин-призёров Олимпийских игр (несколько мужчин были старше, чем Марангони). Также Марангони является рекордсменкой по прожитым годам после получения олимпийской медали (89). Примечательно, что в том же командном первенстве гимнасток на Играх 1928 года чемпионкой стала нидерландка Али ван ден Бос, которая также прожила более 101 года (18 января 1902 — 16 июля 2003) и до 2022 года занимала первое место среди женщин-чемпионов по продолжительности жизни.